# Marée de Paradis
 (juillet 2011).
Si vous disposez d'ouvrages ou d'articles de référence ou si vous connaissez des sites web de qualité traitant du thème abordé ici, merci de compléter l'article en donnant les références utiles à sa vérifiabilité et en les liant à la section « Notes et références ».
Marée de Paradis est un groupe de musiciens et chanteurs normands créé en 1992. 
Son répertoire est composé exclusivement de chants traditionnels maritimes de Normandie (Chant de Terre-Neuvas fécampois, Chants de Cap-Horniers havrais et de pêcheurs du littoral normand).
En étant récompensé par le trophée Hayet, concours international de chants de marins des pays francophones parrainé par la revue Chasse-marée en 1999 au Festival du chant de marin de Paimpol, Marée de Paradis est devenu une des références du chant de marins traditionnel, en France, mais aussi en Europe, et aux États-Unis.

## Discographie
- Sur le Grand Banc  1993,
- Chants des baleiniers du Havre 1994,
- Quai de l'Isle 1997,
- Chants de Marins des Côtes Normandes 1999,
- Le Grand Quai 2002,

Participation à l'anthologie de la revue Chasse-marée :
- Chants de Marins en fête Paimpol 1997,
- Chants de Marins de la Mer du Nord et de la Manche de Dunkerque à Granville